# Андрей (Горак)
Андрей (в миру Андрей Григорьевич Горак, укр. Андрій Григорович Горак; 1 марта 1946, село Поляна — 5 июля 2010, Львов) — епископ Украинской православной церкви Киевского Патриархата. С момента создания Киевского патриархата возглавлял Львовскую епархию (с 1993 года — архиепископ, с 1995 года — митрополит).

## Биография
Родился 1 марта 1946 в селе Поляна.
В 1961 году окончил Полянскую восьмилетнюю школу, в 1965 году — медицинское училище, в 1975 году — биологический факультет Львовского университета. Одновременно с учёбой в университете нёс послушание иподиакона и келейника митрополита Львовского и Тернопольского Николая (Юрика).
В 1975 году поступил в Ленинградскую духовную академию, которую окончил в 1979 году со степенью кандидата богословия, защитив кандидатскую диссертацию на тему «Евангельские заповеди и советы и их применение в нравственной жизни христианина». В апреле 1976 года митрополитом Львовским и Тернопольским Николаем в Свято-Успенской Почаевской лавре был рукоположён в сан диакона, 3 июня был рукоположён в сан священника митрополитом Ленинградским и Новгородским Никодимом (Ротовым) в Троицком соборе Александро-Невской лавры.
По окончании академии вернулся во Львов, где был личным секретарём митрополита Львовского и Тернопольского Николая (Юрика) до ухода последнего на покой в 1983 году. В конце 1980-х годов служил настоятелем Преображенской церкви во Львове, которая 28 октября 1989 года стала первым православным приходом, захваченным униатами. Во время захвата храма отец Андрей был увезён в больницу с сердечным приступом. С сентября 1989 года — секретарь Львовского епархиального управления.
13 марта 1990 года наместником Почаевской лавры архимандритом Онуфрием (Березовским) пострижен в монашество с именем Андрей, а 14 марта архиепископом Ровенским Иринеем (Середним) возведён в сан архимандрита.
После того как из-за конфликтов, предшествовавших восстановлению легального статуса УГКЦ и последовавших за ним, Львовскую епархию покинул сначала митрополит Никодим (Руснак) (1989), а затем архиепископ Ириней (Середний) (1990), весной 1990 года Андрей (Горак) был избран правящим архиереем. 17 апреля 1990 года во Владимирском кафедральном соборе Киева состоялось наречение во епископа Львовского и Дрогобычского. В слове при наречении, в частности, сказал: «Недруги святого Православия воспользовались временем демократии и начала национального возрождения и внесли смуту и раздор в Церковь и в среду верующего народа». 18 апреля там же состоялась его архиерейская хиротония, которую возглавил митрополит Киевский и Галицкий, патриарший экзарх всея Украины Филарет (Денисенко).
Епископ Андрей принял управление Львовской епархией в драматический период. Львовская епархия, до 1989 года крупнейшая в Русской православной церкви, теряла приходы, отпадавшие в унию и раскол. Однако Андрей не предпринял мер остановить этот процесс. Несмотря на решимость православных и прибывших к ним на помощь насельников Почаевской лавры отстаивать львовский кафедральный Свято-Юрский собор от происков униатов, Андрей тайно договорился с властями города и униатскими иерархами о передаче собора греко-католикам. Взамен Андрею была сохранена епископская резиденция и передано под кафедральный собор здание бывшего католического костёла Святого Николая, которое к декабрю 1990 года было отреставрировано и освящено как кафедральный Покровский собор.
В 1991—1992 годах, после получения Украиной государственной независимости, стал одним из наиболее активных приверженцев курса митрополита Филарета на предоставление Украинской православной церкви автокефалии. С первых дней служения в Покровском соборе прекратил поминовение за богослужением имени патриарха Московского и всея Руси Алексия II.
На Архиерейском соборе РПЦ 31 марта — 5 апреля 1992 года не только отстаивал сепаратистскую линию митрополита Филарета, но и пытался защитить последнего, когда был поднят вопрос о недостойном поведении первоиерарха УПЦ. Вместе с несколькими архиереями заявил, что это внутреннее дело украинского епископата и оно не может быть предметом обсуждения на Архиерейском соборе РПЦ, мотивируя это тем, что УПЦ с 1990 года обладает правом самостоятельно решать вопросы своей внутренней жизни.
В июле 1992 года вместе с большинством духовенства своей епархии перешёл в Украинскую автокефальную православную церковь, которая вскоре, после присоединения к ней бывшего митрополита Филарета, была провозглашена «Украинской православной церковью Киевского патриархата». В УАПЦ он именовался «епископом Львовским и Сокальским», несмотря на наличие в УАПЦ ещё одного «епископа Львовского» — Петра (Петруся).
За учинение раскола 14 июля 1992 года Священным синодом Украинской православной церкви был лишён архиерейского сана.
После того как в 1993 году УАПЦ обособилась от УПЦ-КП, Андрей (Горак) остался в составе УПЦ-КП. С 1993 года — архиепископ.
25 января 1995 года в католическом кафедральном костёле города Львова член «синода» УПЦ КП «архиепископ Львовский и Сокальский» Андрей (Горак) и член «синода» УАПЦ «архиепископ Львовский и Галицкий» Петp (Петрусь) вместе с униатскими и pимо-католическими епископами участвовали
в совершении совместной экуменической мессы по латинскому обряду.
С ноября 1995 года — митрополит, постоянный член и секретарь Священного синода УПЦ Киевского патриархата.
Архиерейский собор Русской православной церкви 1997 года в «Акте отлучения от Церкви монаха Филарета (Денисенко)» призвал Андрея к «покаянию и прекращению кощунственных бесчинств», предупредив, что в противном случае он будет отлучён от «церковного общения через анафематствование».
В 2000-е годы несколько раз предпринимал попытки обсуждения своего возвращения в лоно канонической Церкви, но ставил условием возвращение ему епископского сана и перевод в какую-либо восточноукраинскую епархию.
В 2008 году внезапно заболел, но, несмотря на болезнь и несколько перенесённых операций, продолжал руководить епархией, регулярно служить, принимать участие в работе Священного синода и общецерковных мероприятиях. После резкого ухудшения состояния здоровья и госпитализации 5 июля 2010 года скончался на 65-м году жизни.
Публицист Кирилл Фролов, глава Ассоциации православных экспертов, утверждает, что «Андрей (Горак) намеревался принести покаяние в грехе раскола» во время визита на Украину патриарха Кирилла.
Митрополит Волоколамский Иларион (Алфеев) телеканалу «Интер» подтвердил, что митрополит Андрей перед смертью собирался совершить покаяние и вернуться в лоно канонической Православной церкви: «У него было совершенно твёрдое, многолетнее желание воссоединиться с Церковью. Когда мы с ним встречались, он говорил буквально следующее: „Я каждый день себя проклинаю за то, что ушёл в раскол“. Он видел в этом свою слабость, понимал, что в расколе нет благодатной жизни. Когда мы час проговорили, он сказал: „Спасибо за то, что Вы со мной встретились, я почувствовал себя в атмосфере Церкви. У нас этой атмосферы нет“. Меня очень поразило, что он негативно воспринимал руководство организации, к которой принадлежал. Он сознавал, что нет благодати в этом сообществе… Сознавал собственную слабость, хотел перейти в каноническую Церковь и готовился к переходу, подготавливал необходимые документы. И буквально за несколько дней до этого события неожиданно и скоропостижно скончался. Он не был здоровым человеком. Он болел, перенёс операции, но смерть эта произвела странное и тяжёлое впечатление, потому что все знали, что он и многие священники вместе с ним хотели перейти в каноническую Церковь, и вдруг он уходит в иную жизнь…».

## Государственные награды
- Орден князя Ярослава Мудрого V ст. (22 июля 2008)[6]
- Орден «За заслуги» II ст. (29 сентября 2006)[7], III ст. (21 августа 1999)[8]
- Орден Данилы Галицкого (20 января 2010)[9]